# ناهض مستقبلات بيتا 2

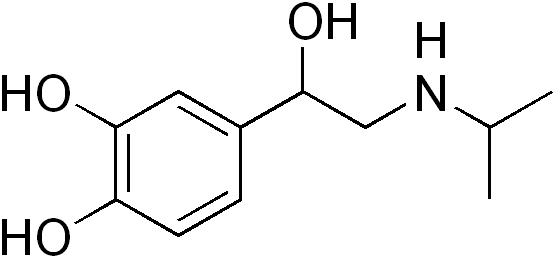

ناهضات بيتا 2 الأدرينالية، المعروف أيضًا باسم مستقبلات بيتا 2 الأدرينالية، هي فئة من العقاقير تستخدم لعلاج الربو وحالات الأمراض الرئوية الأخرى.

## استخدامات
هي تعمل على مستقبلات بيتا 2 الأدرينالية وتتسبب في استرخاء العضلات الملساء، مما يأدى إلى اتساع ممرات الشعب الهوائية، توسع الأوعية في العضلات والكبد، وتخفيف وتوسع في عضلة الرحم، وإطلاق الأنسولين.
بعض ناهضات بيتا-1 تتسبب أيضا في انقباض عضلة القلب.

## آثار ضائرة
تشير النتائج إلى أن منشّطات بيتا 2، وخاصةً عندما يتم إعطاءها لامعويًا عن طريق الحقن أو عن طريق الفم، قد تحدث الآثار الضائرة التالية:
- تسرّع القلب الثانوي لتوسّع الأوعية المحيطية وتحفيز القلب; وقد يرافق تسرّع القلب خفقان القلب.
- الرعاش، والتعرّق، والإثارة.
- بعض الآثار الأكثر حدة مثل وذمة الرئة، ونقص تروية عضلة القلب، اضطراب نظم قلبي وهي آثار استثنائية.

قد لوحظ تفاقم الربو عند المرضى الذين يستخدمون جرعة كبيرة من منشطات بيتا 2، ولكن من غير المعروف ما إذا كان السبب تطوّر عفوي للمرض أو تأثير سلبي للعلاج. الإضافات غير الفعّالة في العقاقير، وبالأخص السلفيت، قد يساهم في هذه التأثيرات الضائرة. أما فقدان المحتمل للنشاط الموسّع القصبي لمنشّطات بيتا 2 يمكن تقليله عن طريق تناول الجلوكوكورتيكويد.

## آثار جانبيّة
تحدث عند بعض المرضى الآثار الجانبية التي تشمل الأرق، والقلق، وزيادة سرعة القلب، والرعاش.

## مخاطر
في 18 تشرين الثاني 2005، نبهت إدارة الغذاء والدواء الأمريكية (FDA) المتخصصين في الرعاية الصحية والمرضى أن عدة موسعات قصبية مديدة المفعول ارتبطت مع زيادة خطر محتملة لتدهور الأزيز لدى بعض الناس، وطلبت من المصنعين لهذة الأدوية تحديث التحذيرات ووضع علامات تحذيرية على المنتجات الحالية .
في 29 حزيران 2006، صدر تقرير من جامعة كورنيل وباحثون من جامعة ستانفورد بأن التحليل التلوي الذي أُجري وجد أن «الاستنشاق بانتظام لناهضات بيتا (أوركيبيرنالين/ميتابروتيرينول (ألوبنت)، فورموتيرول فوراديل، فلوتيكازون/سالميتارول (سيريفنت، أدفير)، وسالبوتامول/ألبوتيرول (بروفنتيل، فنتولين/ فولماكس وآخرين)، يؤدي إلى زيادة خطر موت الجهاز التنفسي أكثر من شقين، مقارنة مع الغفل (الدواء الوهمي)»، حين تستخدم لعلاج مرض الانسداد الرئوي المزمن.
في 11 كانون الأول 2008، صوتت لجنة من الخبراء عقدت من قبل إدارة الغذاء والدواء لحظر الأدوية سيرفنت وفوراديل من استخدامها في علاج حالات الربو. ولقد تبين أنه عندما يتم استخدام هذين العقارين دون الستيرويد فإنها تزيد من مخاطر نوبات ربو أكثر شدة. وقال الخبراء ان اثنين غيرها من عقاقير الربو الأكثر شعبية والتي تحتوي على ناهضات بيتا 2 مديدة المفعول، أدفير وسمبيكورت، ينبغي الاستمرار في استخدامها. ويحتوي الأخير على فورموتيرول كما في فوراديل ولكن يشمل أيضًا الستيرويد بيوديسونيد.

## أصناف
يمكن تقسيم ناهضات مستقبلات بيتا إلى مجموعتين، مديدة المفعول وقصيرة المفعول:

### ناهضات مستقبلات بيتا 2 قصيرة المفعول

#### اسم جنيس (اسم تجاري)
- سالبوتامول (فنتولين، ألبوتيرول (في الولايات المتحدة))
- ليفوسالبوتامول levosalbutamol (زوبينيكس، ليفالبوتيرول (في الولايات المتحدة))
- تيربوتالين (بريكانيل)
- بريبوتيرول pirbuterol (ماكسير)
- بروكاتيرول
- كلينبوتيرول clenbuterol
- ميتابروتيرينول metaproterenol
- فينوتيرول fenoterol
- بيتولتيرول ميسيلات bitolterol mesylate
- ريتودرين ritodrine
- إيزوبرينالين Isoprenaline

### ناهضات مستقبلات بيتا 2 مديدة المفعول
- سالميتيرول salmeterol (ديسكوس سيريفينت)
- فورموتيرول formoterol (فوراديل، سمبيكورت)
- بامبوتيرول bambuterol
- كلينبوتيرول clenbuterol
- أولوداتيرول (ستريفيردي)

### ناهضات مستقبلات بيتا-2 فائقة مديدة المفعول
- إنداكاتيرول indacaterol